# 百道
百道（ももち）は、福岡市早良区の地名。現行の行政地名は百道一丁目から百道三丁目までである。面積は49.74ヘクタール。2023年1月末現在の人口は6,861人。 郵便番号は〒814-0006。

## 地理
早良区の北部、博多湾にほど近い室見川の下流右岸沿いに位置し、福岡市の都心部とされる中央区天神の西方約5キロメートル。北で百道浜（1986年9月竣工の埋立地）と、東で西新と、南で藤崎及び弥生と、南西で金屑川を挟んで室見と、西で室見川を挟んで西区愛宕及び豊浜と接している。愛宕・豊浜とは愛宕大橋（よかトピア通り）で、室見とは飛石橋（明治通り）ならびに百道橋（人道橋、百道350号線）で結ばれている。
かつては百道松原と称される松林と海水浴場で知られた。遠浅の海岸では海苔養殖が行われ、篊（ひび）がならぶ光景も見られた。
戦後急速に宅地化が進み、1980年代には沖合の埋立が行われた。百道ならびに地行の沖合を埋め立てて誕生した「シーサイドももち」は福岡市におけるウォーターフロント開発の象徴的地域となった。

### 河川
百道の西側に以下の河川が流れている。
- 室見川（二級河川）
- 金屑川（二級河川）

### 都市計画
都市計画に関しては、「福岡市都市計画マスタープラン」において、百道を含む藤崎地域に西新地域及びシーサイドももち地域を合わせた地域は、都心部を取りまく東部・南部・西部の三つの広域拠点（副都心）のうち、「西部広域拠点」として位置付けられている。用途地域は、南側の明治通りの道路境界線から南側概ね30メートルの範囲は商業地域に、百道二丁目のうち市道百道342号線以南（上記明治通り沿線を除く）及びよかトピア通りの道路境界線から南側概ね50メートルの範囲は第二種住居地域に、百道一丁目の市道百道311号線及び百道316号線以南（上記明治通り沿線を除く）は第一種住居地域に、市道百道通線の道路境界線から両側概ね30メートルの範囲は第二種中高層住居専用地域に、これら以外の範囲は第一種中高層住居専用地域に指定されている。また、百道三丁目の一部において、建築協定の区域として「百道3丁目1・3区」が定められ、住宅地としての環境を高度に維持促進することについて協定が締結されており、通常の用途地域の規制に加えて、さらに建築物の高さ等に関する制限が加えられている。

### 地価
住宅地の地価は2014年（平成26年）1月1日に公表された公示地価によれば百道三丁目16-18の地点で20万7000円/m2となっている。

## 歴史
1274年（文永11年）、元寇の文永の役においては上陸した蒙古軍との激戦が繰り広げられた。「新元史」劉復亨伝に「戦於百道原」とある。
江戸時代になり、1619年（元和4年）、初代福岡藩主の黒田長政が家臣に百道浜への松の植林を命じ、博多・姪浜などの町人から1軒につき1本の松を提供させた。これにより百道（紅葉）松原と称される松の人工林が造られた。1666年（寛文6年）には藩主黒田光之により松原の南東部に紅葉八幡宮が造営された。福岡藩は毎年4～7月には百道松原の先の波打ち際を石火矢稽古所とし、砲術訓練を行っていたという。
昭和時代前半までは1913年（大正2年）に福岡刑務所が建設された程度で海岸は旧態を保ち、海水浴場として親しまれていた。
戦後、松原を切り開いて宅地が造成されていき、さらに1965年（昭和40年）に移転した刑務所跡地を利用して官庁群や分譲団地が建設された。1969年（昭和44年）には、それまでは通称名でしかなかった「百道」が西新町・藤崎町・弥生町を分割して新しく町名として設定された。

### 地名の由来
「百道」の地名の起こりについては、遥か昔この地域が干潟であった頃、そこを往来する人々の足跡が東西縦横に交差する様を「百の道」と表し、転じて「百道」となったと言われている。古くは「百路原」とも呼ばれた。また、異説では、語源は「揉み地」で、原義は合戦の場ともいう。元寇のおり、日本軍と蒙古軍が激しく揉み合った合戦場。

1969年（昭和44年）に、それまでは通称名でしかなかった「百道」は西新町、藤崎町及び弥生町の各一部を分割して成立した町名として設定された。

### 町域の変遷
| 住居表示実施後               | 実施年月日          | 住居表示実施前（各町名の一部）         |
| ---------------------------- | ------------------- | -------------------------------------- |
| 百道一丁目から百道三丁目まで | 1969年 （昭和44年） | 藤崎町1丁目〜3丁目・弥生町1丁目〜3丁目 |

## 人口
百道一丁目から三丁目までを合わせた人口の推移を福岡市の住民基本台帳（公称町別）に基づき示す（単位：人）。集計時点は各年9月末現在である。
- 2001年（平成13年）：5,526
- 2002年（平成14年）：5,561
- 2003年（平成15年）：5,580
- 2004年（平成16年）：5,540
- 2005年（平成17年）：5,670
- 2006年（平成18年）：5,817
- 2007年（平成19年）：5,868
- 2008年（平成20年）：5,805
- 2009年（平成21年）：5,822
- 2010年（平成22年）：5,965
- 2011年（平成23年）：6,277
- 2012年（平成24年）：6,288
- 2013年（平成25年）：6,084
- 2014年（平成26年）：6,000
- 2015年（平成27年）：6,481
- 2016年（平成28年）：6,704
- 2017年（平成29年）：6,560
- 2018年（平成30年）：6,433
- 2019年（令和元年）：6,438
- 2020年（令和2年）：6,856
- 2021年（令和3年）：6,878
- 2022年（令和4年）：6,885

## 交通
交通に関しては、地下鉄の藤崎駅の北側で藤崎バス乗継ターミナルが接続し、福岡市の主要な交通結節点の一つを形成している。

### 鉄道
鉄道については、福岡市交通局が運営する地下鉄の福岡市地下鉄空港線が地区の南側に通っており、百道と藤崎にまたがる位置（明治通りの地下）に次の駅がある。
- 藤崎駅

### バス
バスについては、西日本鉄道株式会社が運営するバスが運行しており、次の停留所等がある。
- 藤崎バス乗継ターミナル
- 早良口
- 高取
- 防塁前
- 百道

### 道路
町域内の主な幹線道路は次の通り。
- 明治通り
- よかトピア通り
- 百道通線[注釈 2]

町域周辺で有料の自動車専用道路については福岡高速道路の福岡高速環状線が通っており、最寄りの出入口は次の通り。
- 百道出入口
- 愛宕出入口

また、金屑川を渡って室見へ至る人道橋として次の道路がある。
- 百道350号線（「百道橋」）

## 施設

### 公共・公益施設
- 福岡市早良区役所
- 西福岡税務署
- 福岡拘置所
- 九州森林管理局福岡森林管理署[注釈 3]
- 早良警察署
- SAWARAPIA（福岡県立ももち文化センター）
- 早良市民センター（早良図書館を含む）
- 福岡市ももち体育館
- 福岡市早良保健所
- 福岡市教育センター[注釈 4]
- 百道公民館・老人いこいの家
- 福岡市水道局早良営業所[注釈 5]
- 九州郵政研修センター[注釈 6]
- 藤崎郵便局[注釈 7]

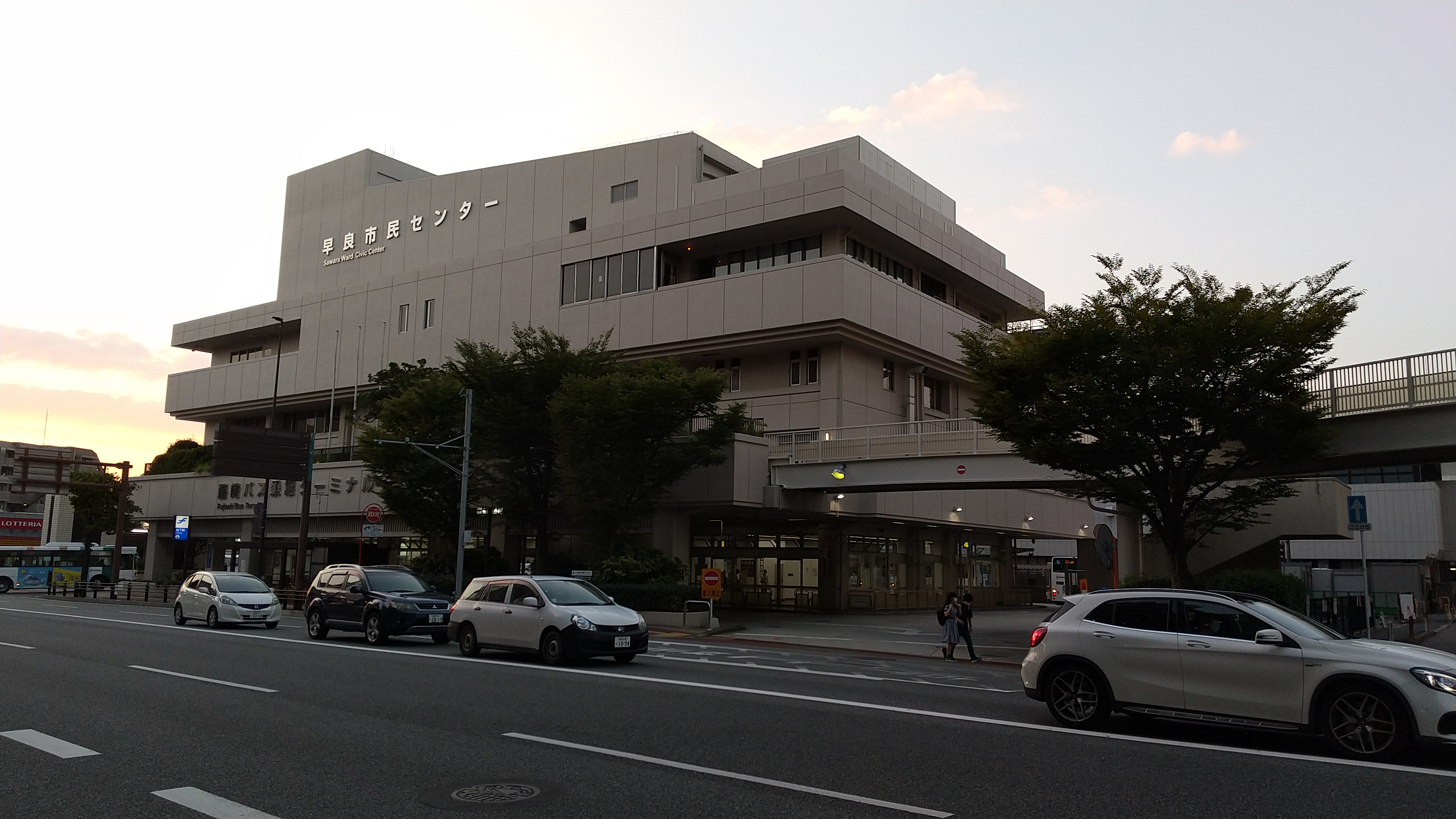
早良市民センター（2階～）、藤崎乗継バスターミナル（1階）
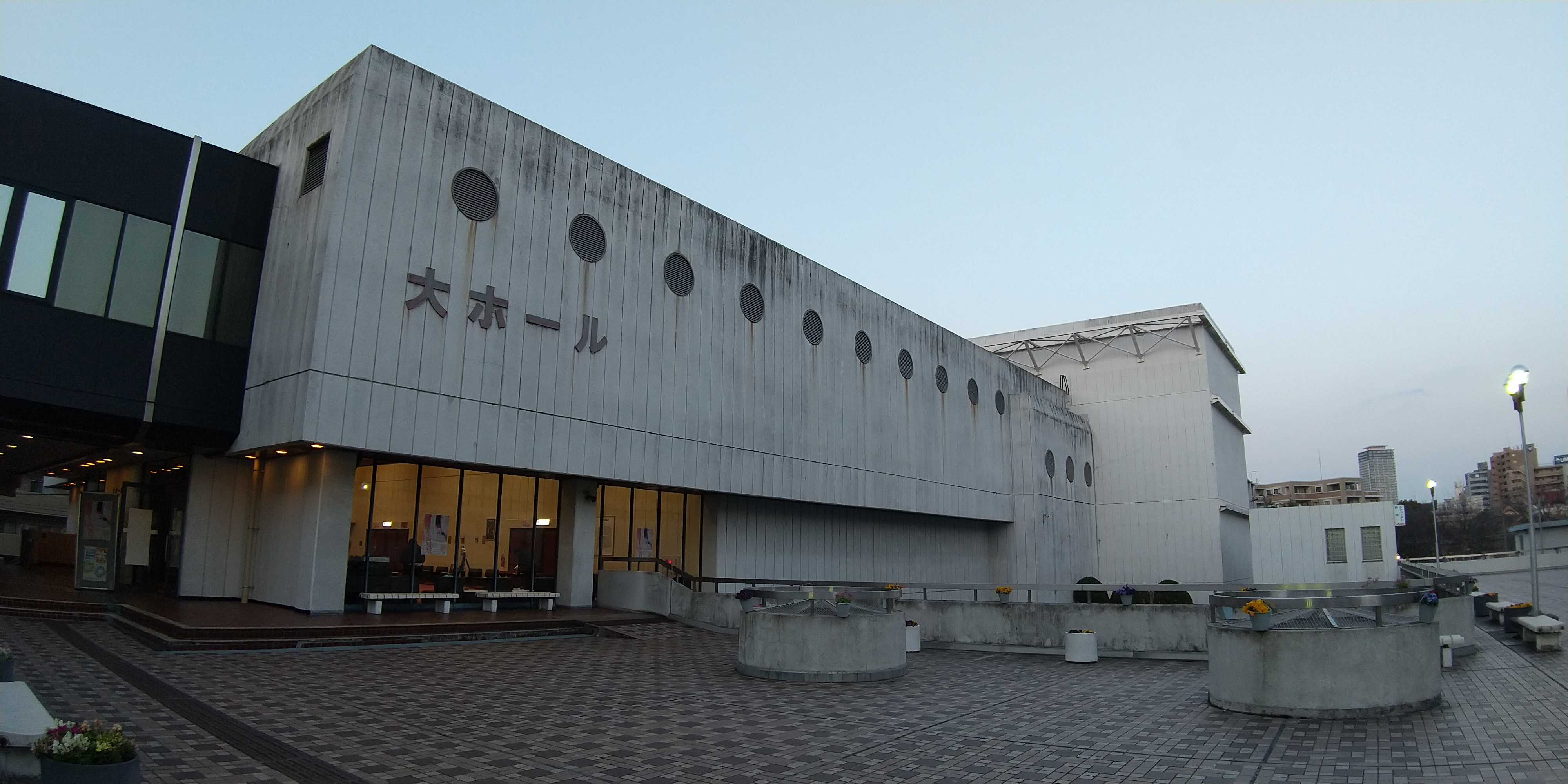
福岡県立ももち文化センター（ホール）
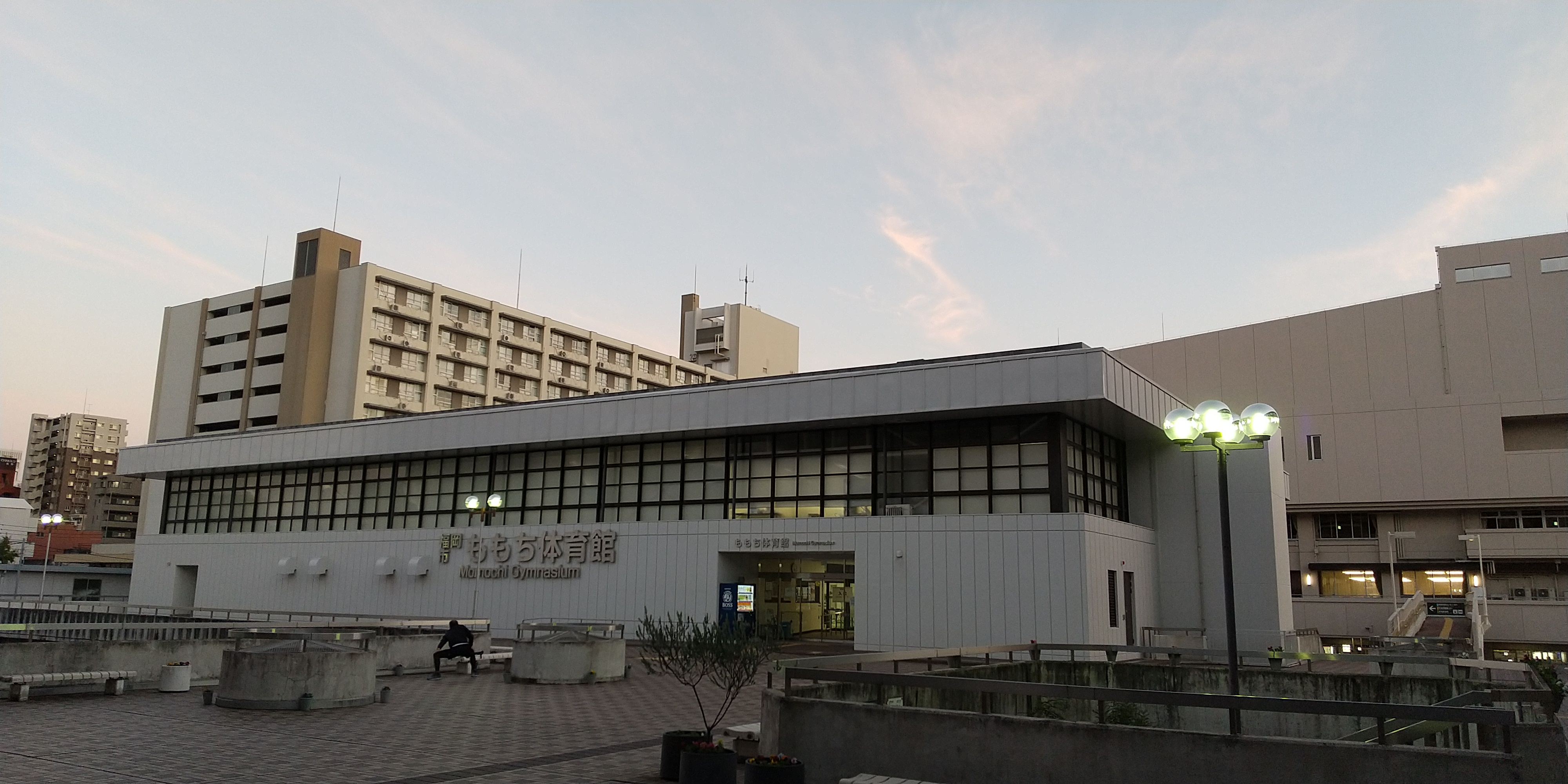
ももち体育館
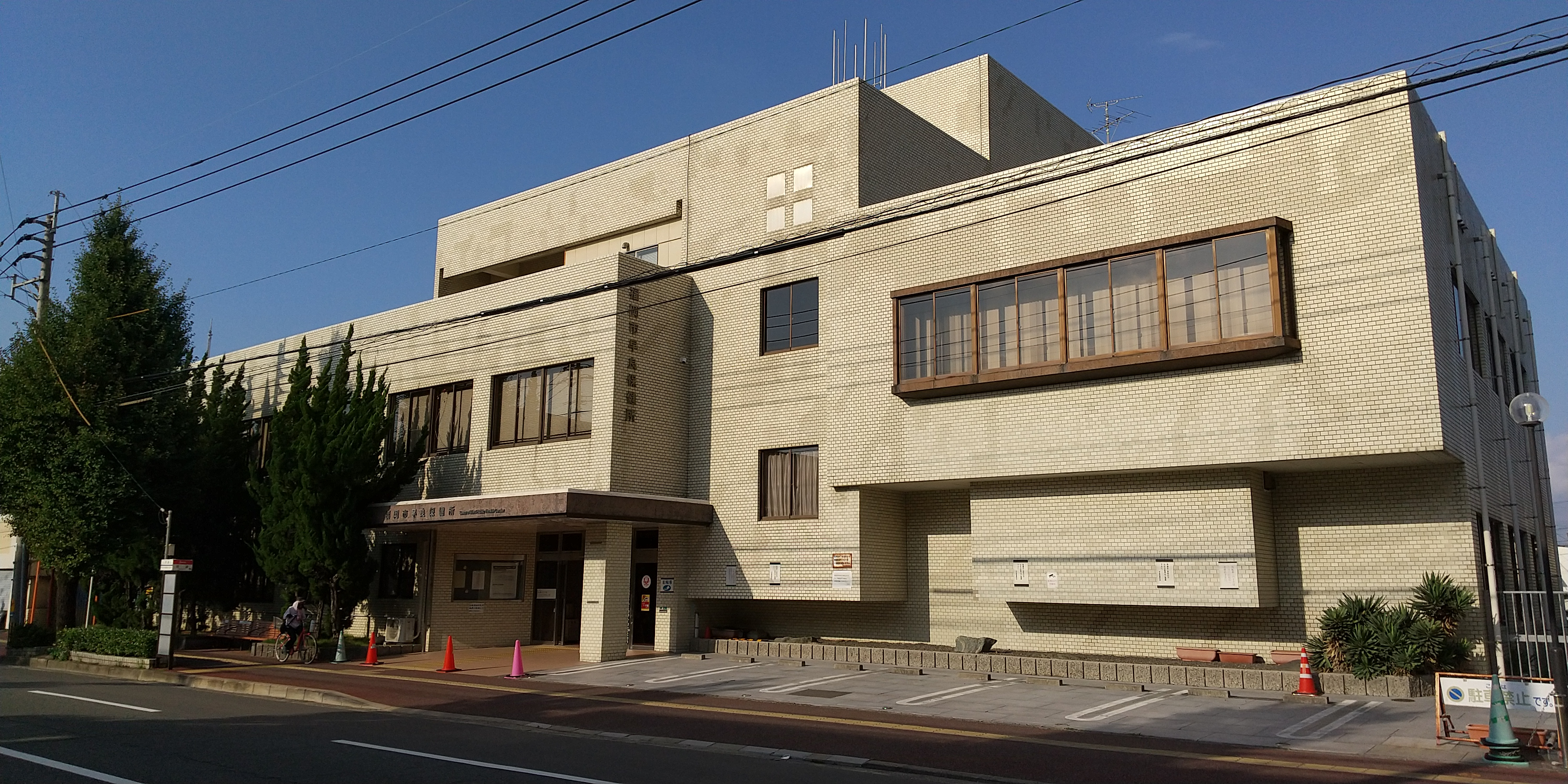
福岡市早良保健所（早良区保健福祉センター）
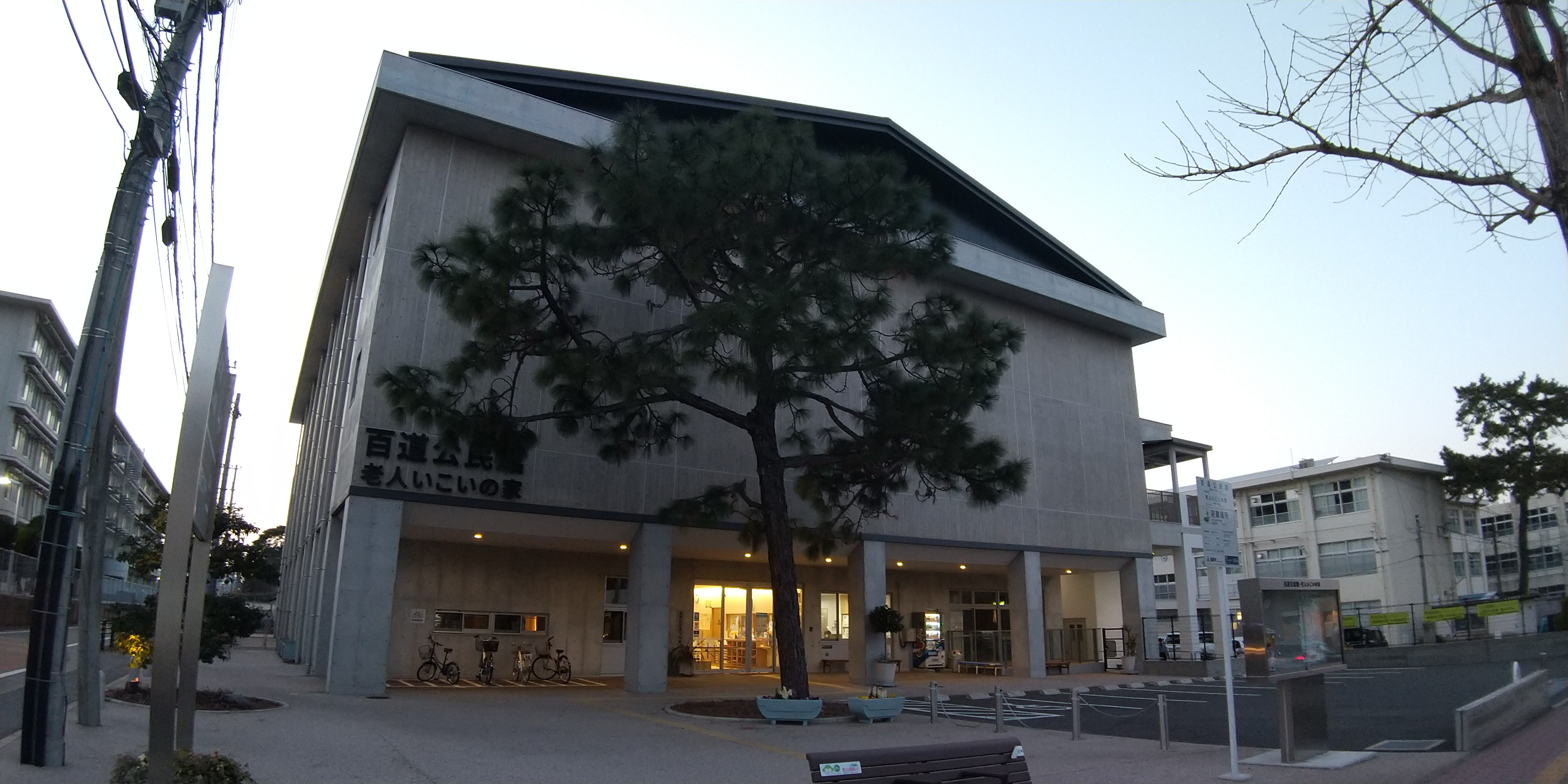
百道公民館・老人いこいの家
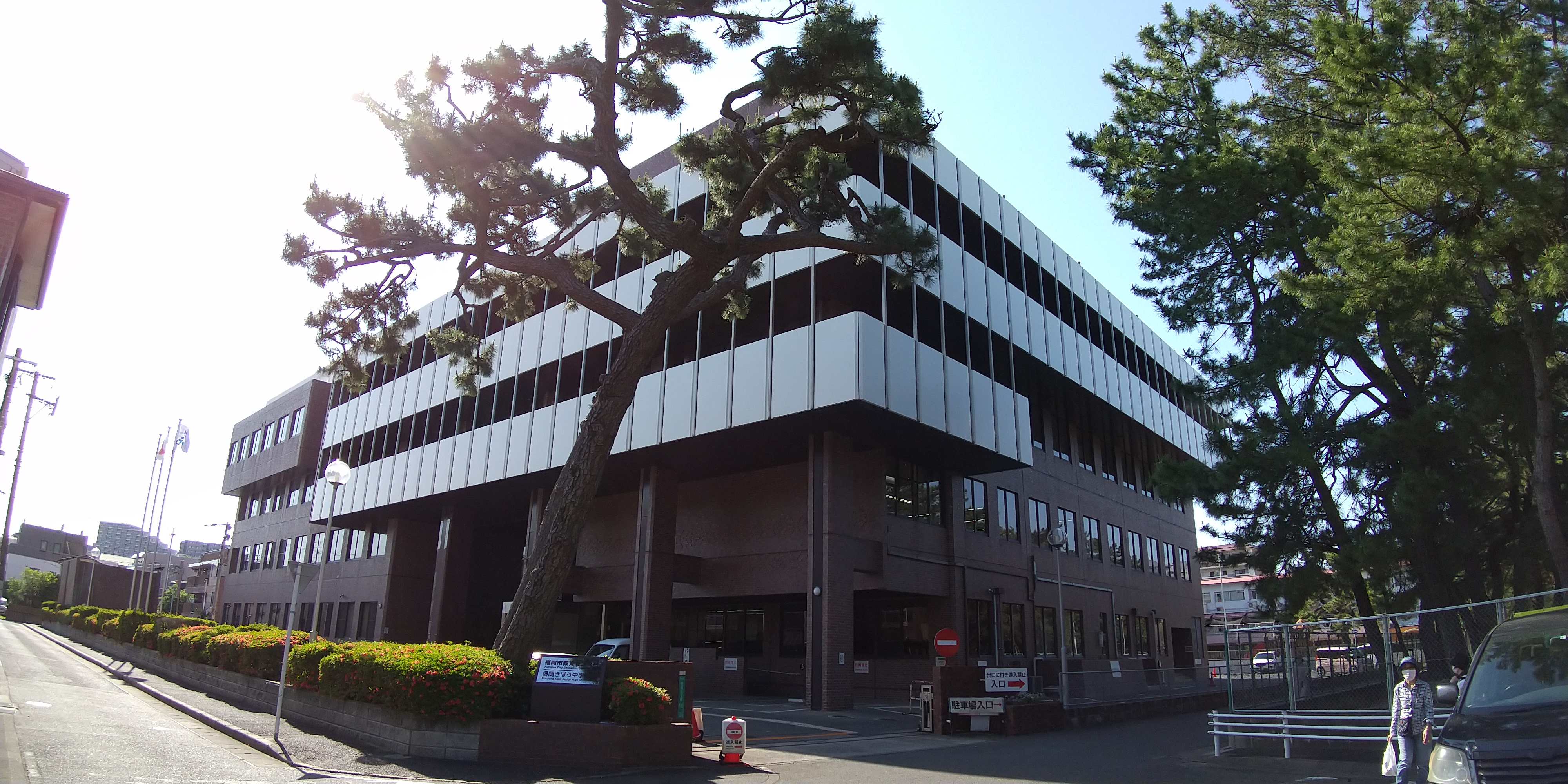
福岡市教育センター
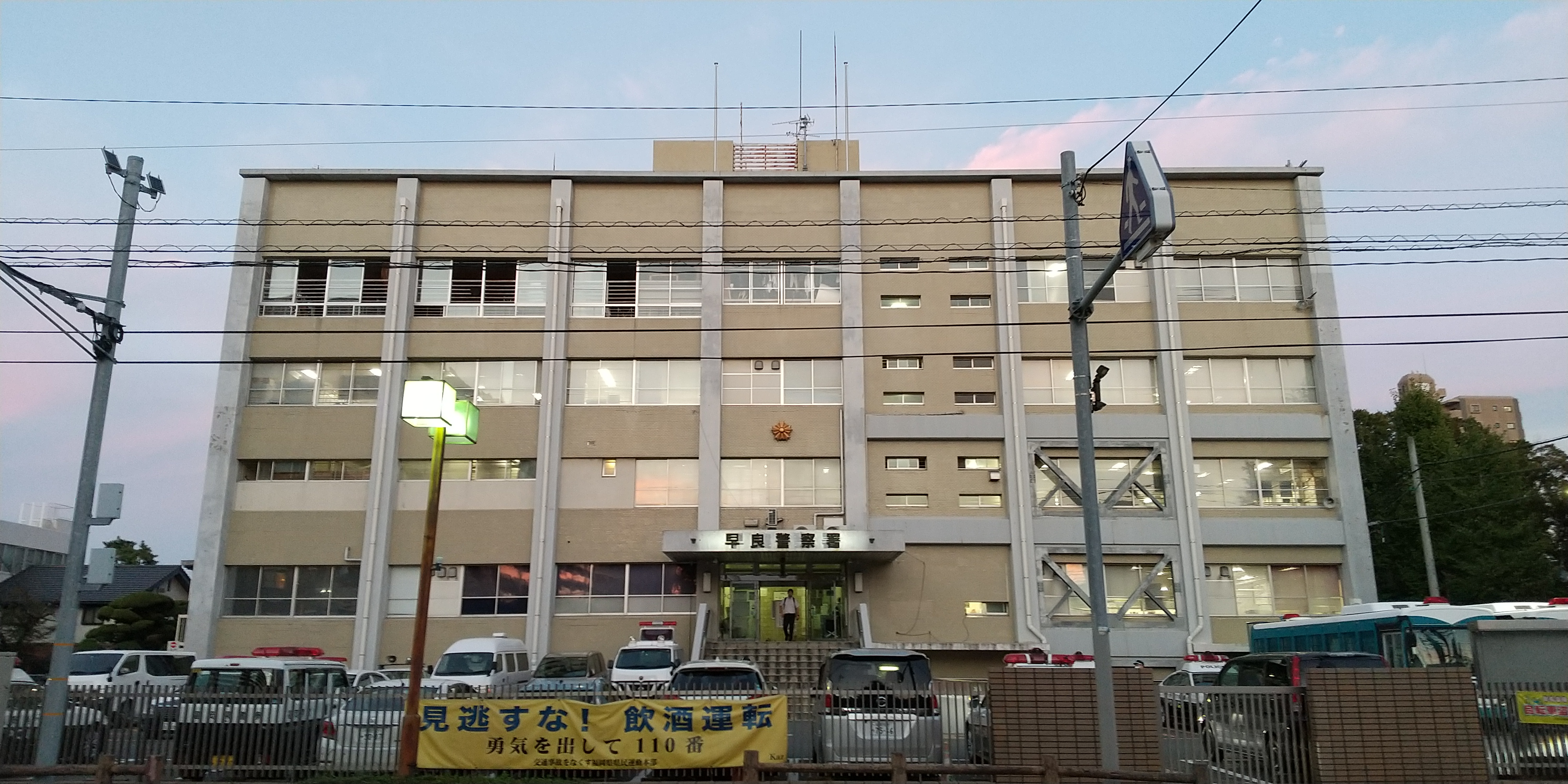
早良警察署
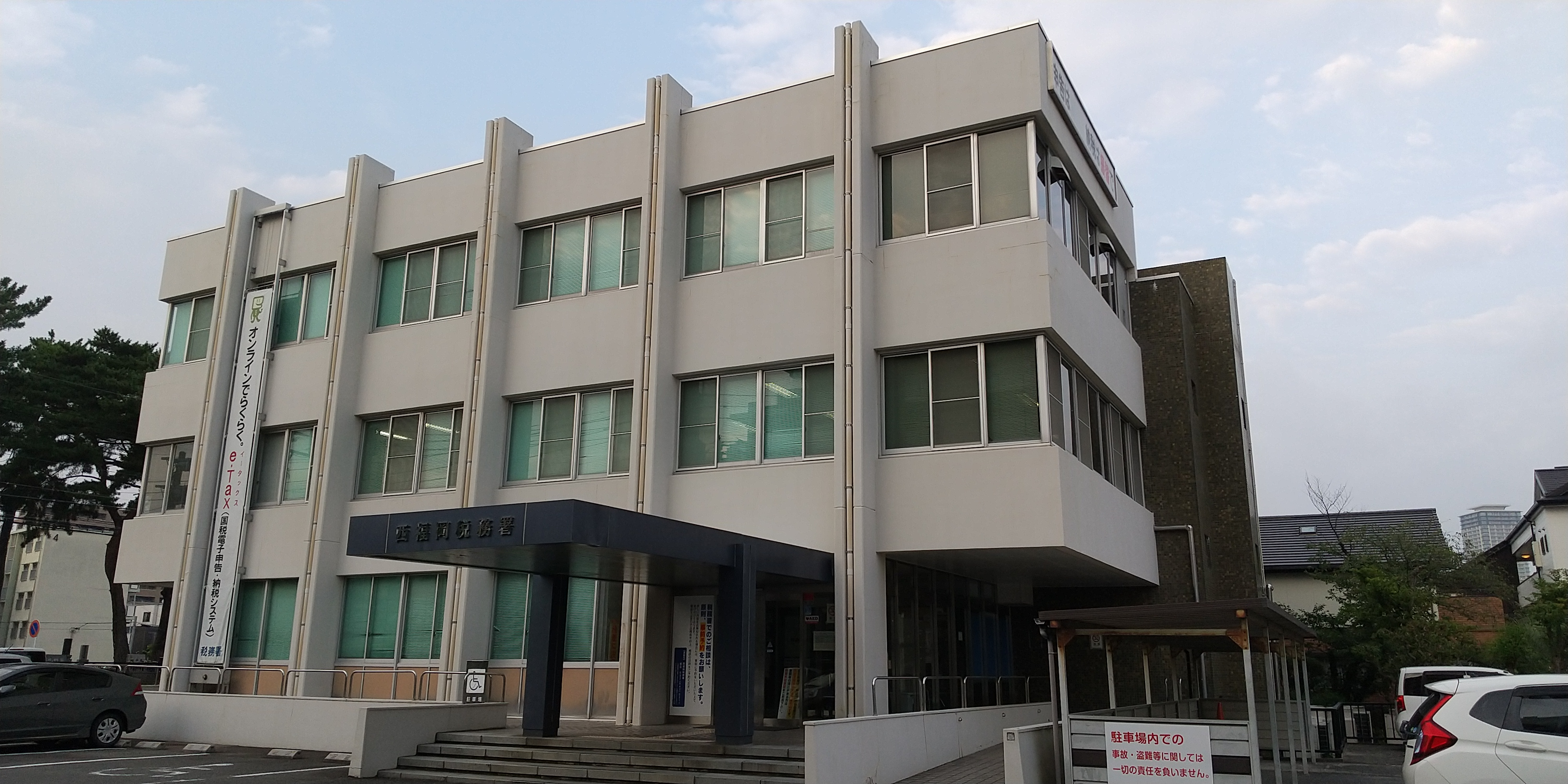
西福岡税務署
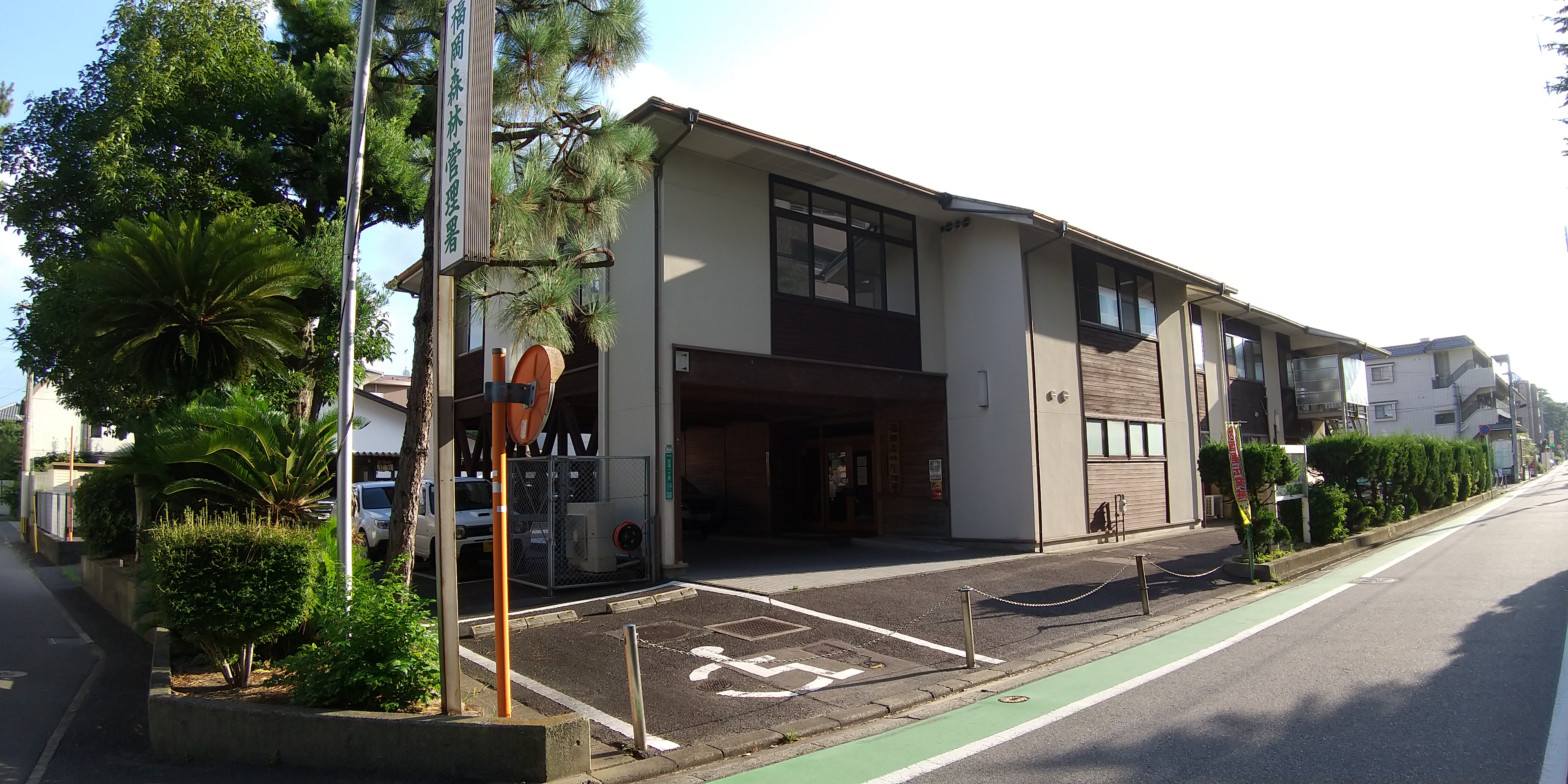
福岡森林管理署
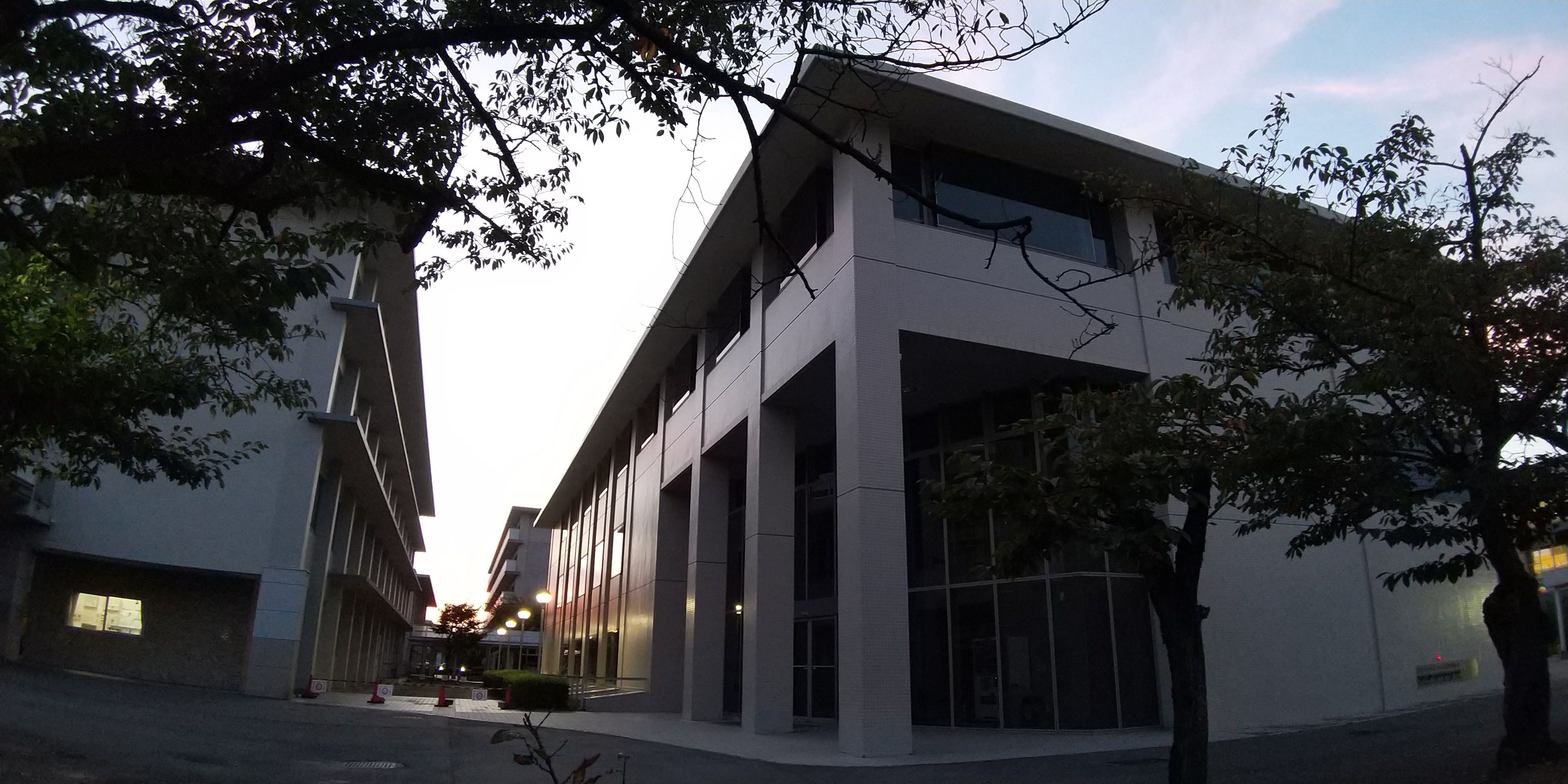
九州郵政研修センター
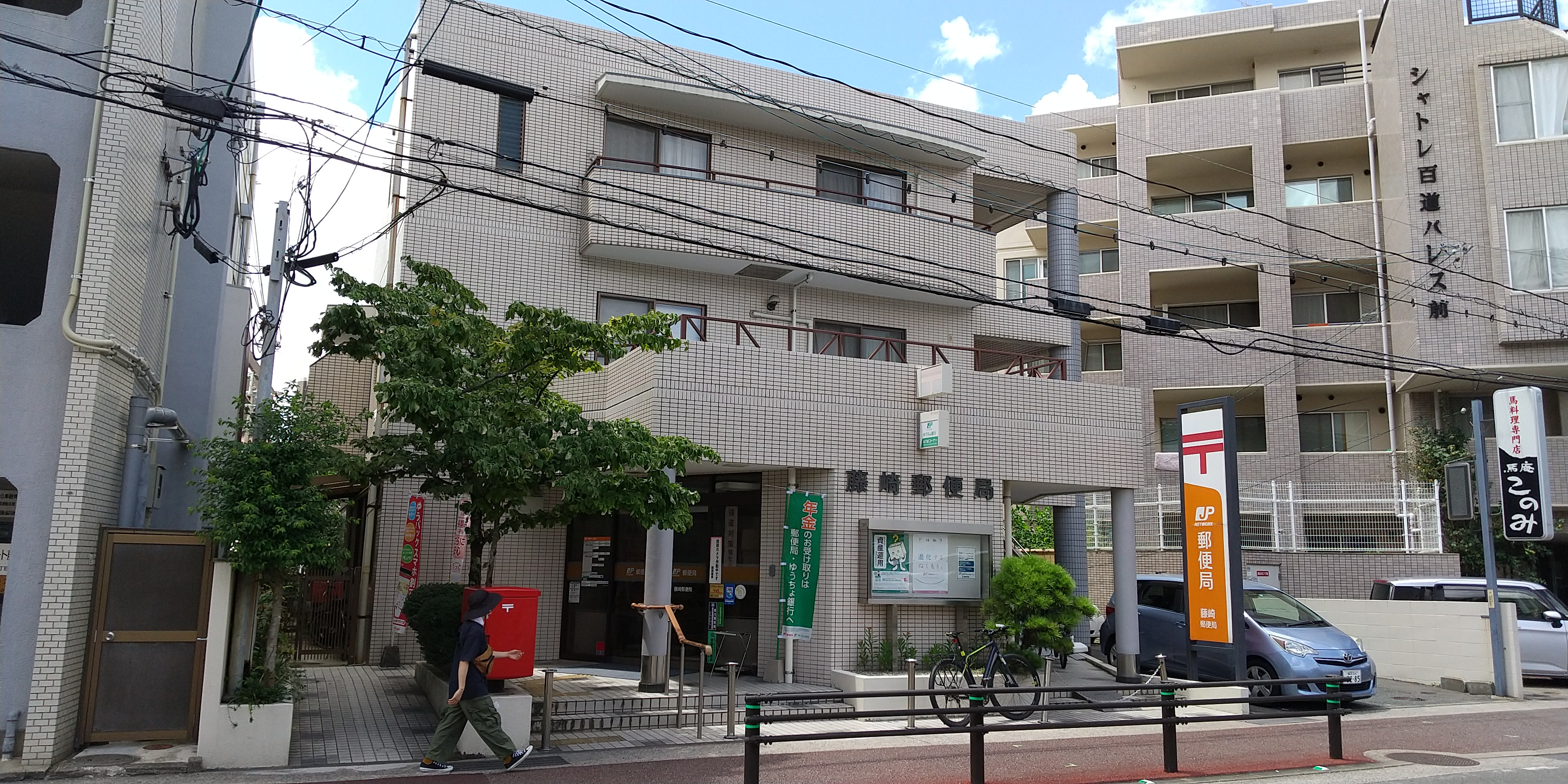
藤崎郵便局

### 公園・緑地
- 百道公園[注釈 8]
- 百道西公園[注釈 9]
- 百道南公園[注釈 10]
- 百道1号緑地[注釈 11]

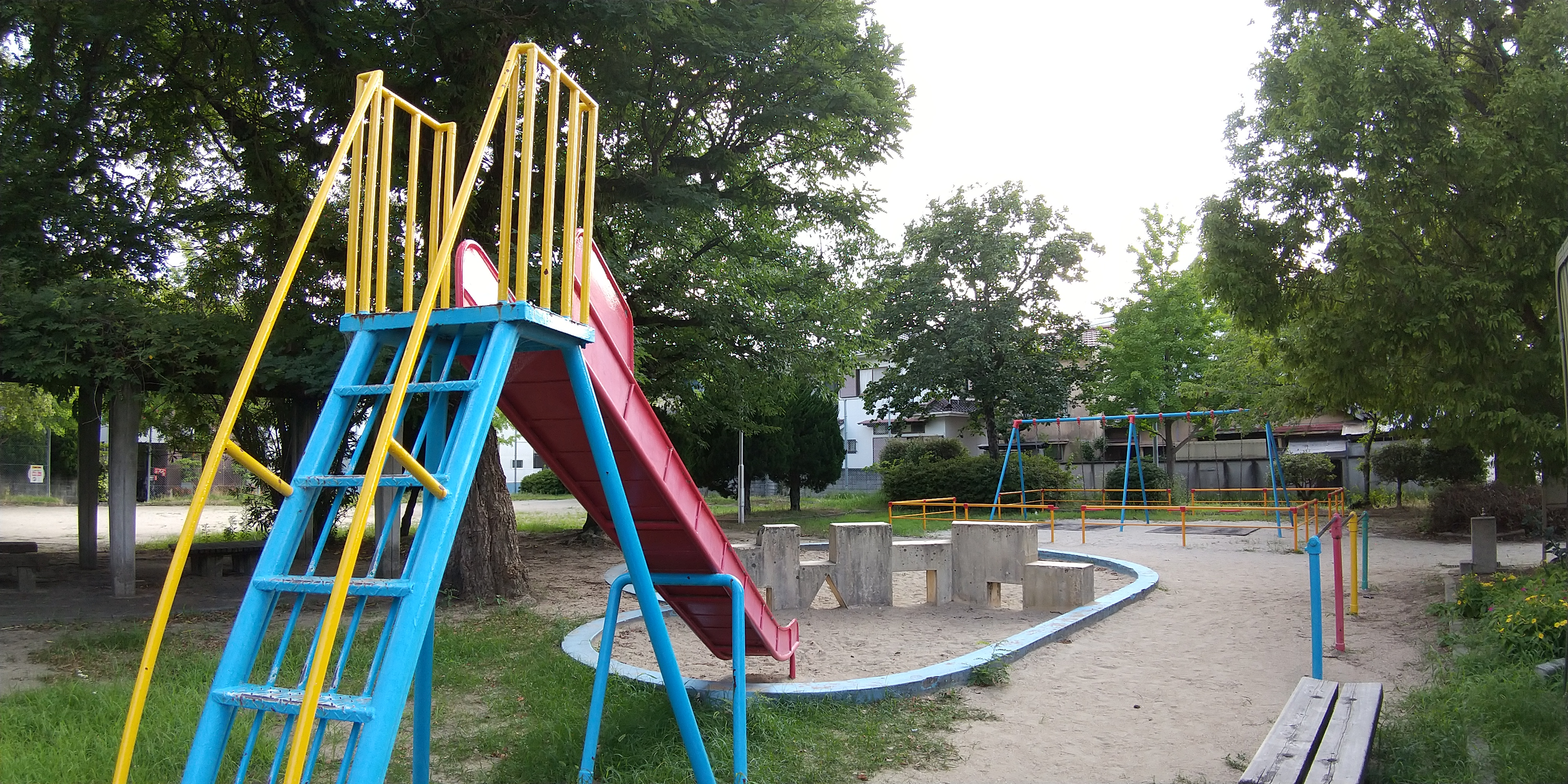
百道公園
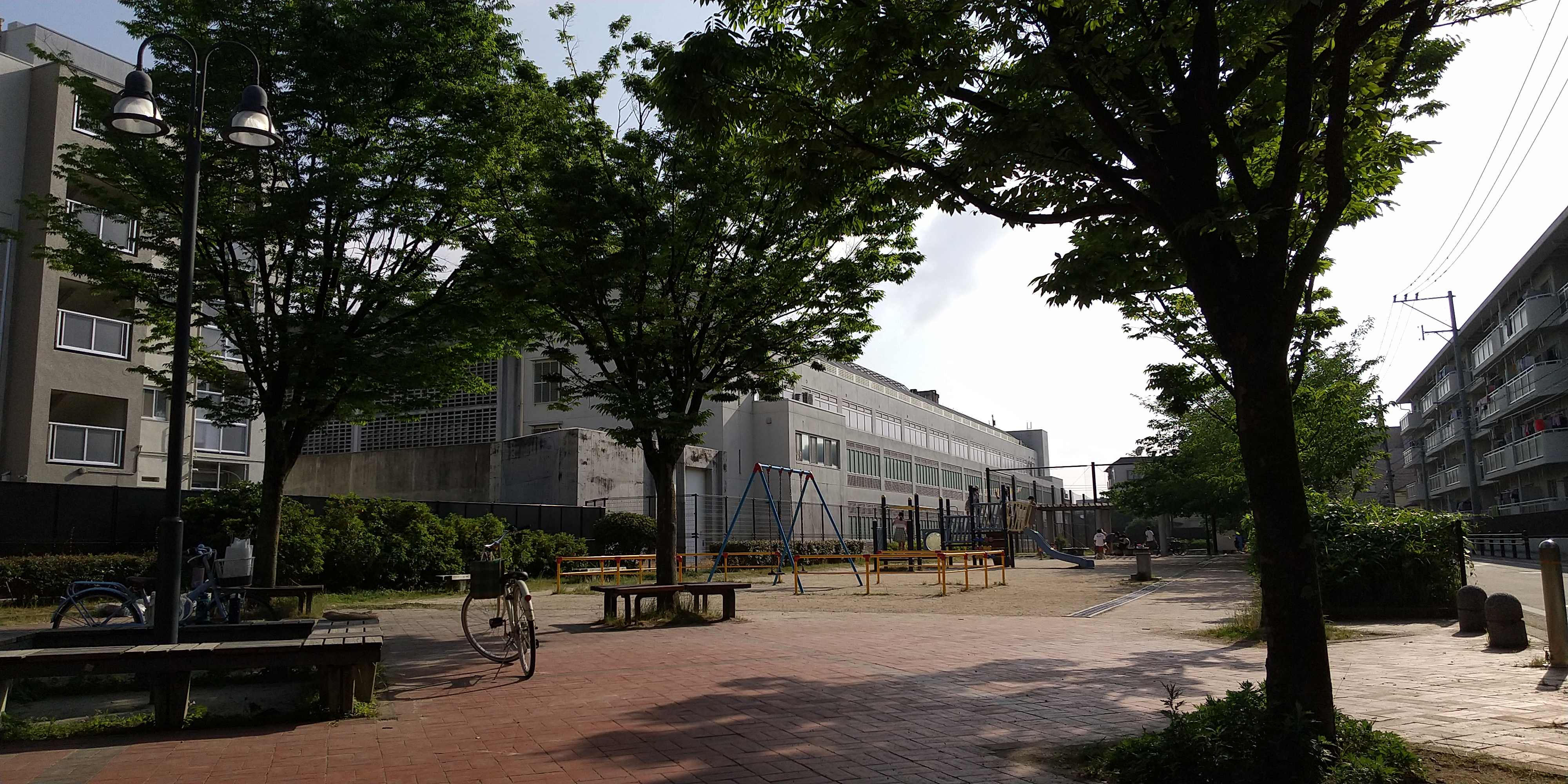
百道西公園（百道二丁目16、通称：「ヒコーキ公園」）
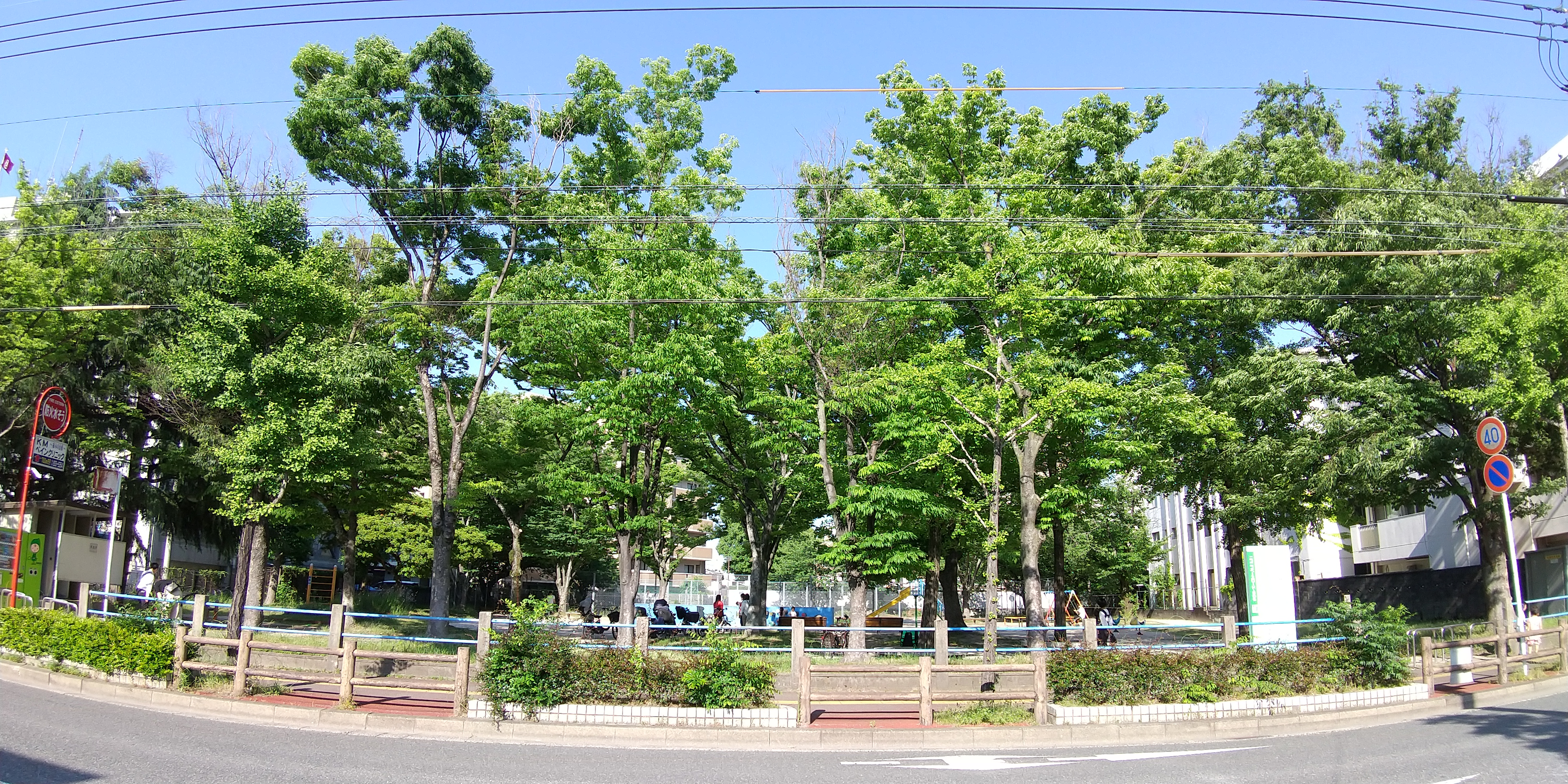
百道南公園（百道一丁目5、通称：「きりん公園」）
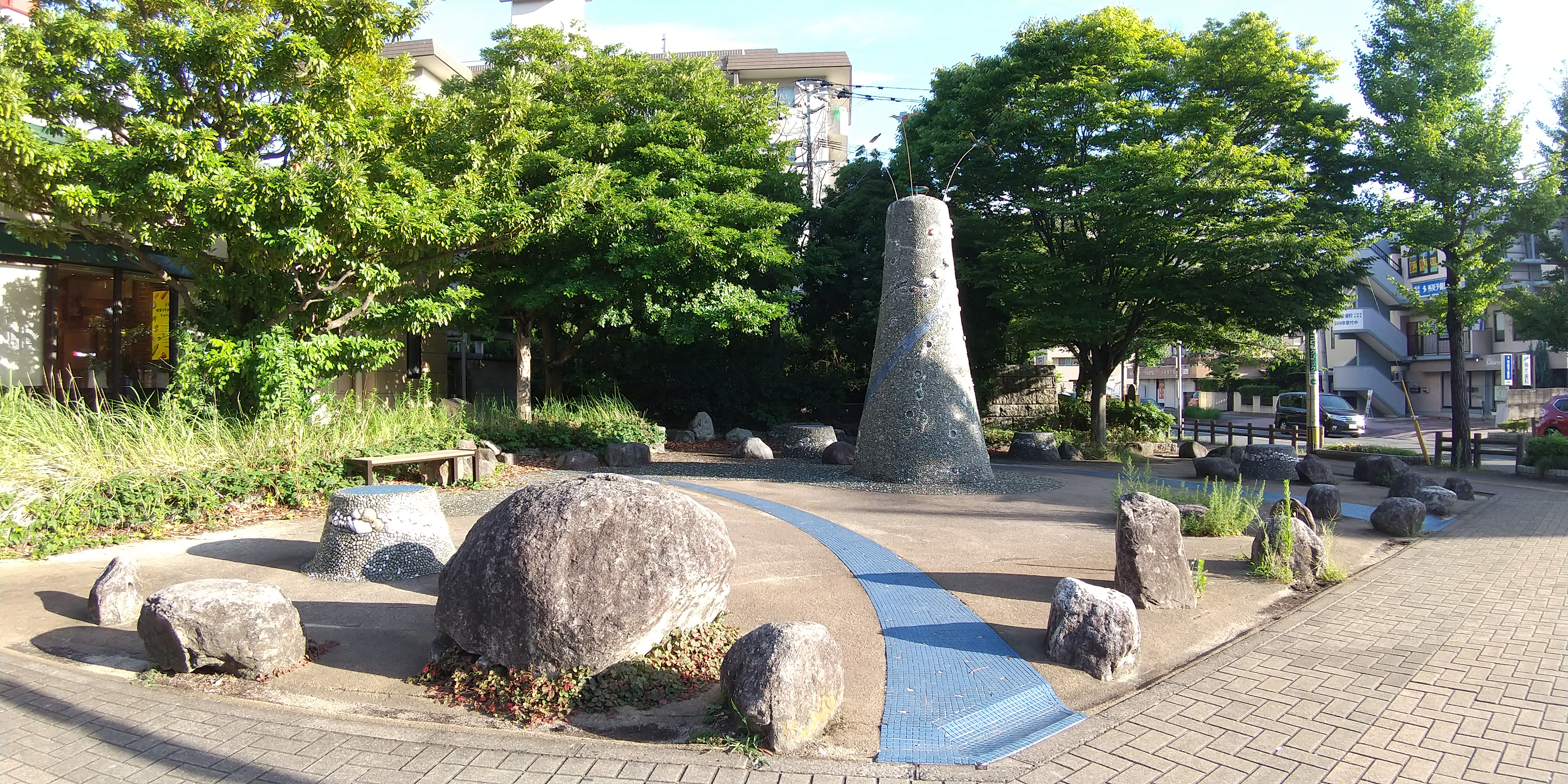
百道1号緑地

### 学校
- 福岡市立百道小学校
- 福岡市立百道中学校
- 福岡市立福岡きぼう中学校
- 福岡インターナショナルスクール

### その他
- ふたば保育園

## 名所・旧跡
- 藤崎遺跡[注釈 12][注釈 13]
- 元寇防塁
- 千眼寺[注釈 14]

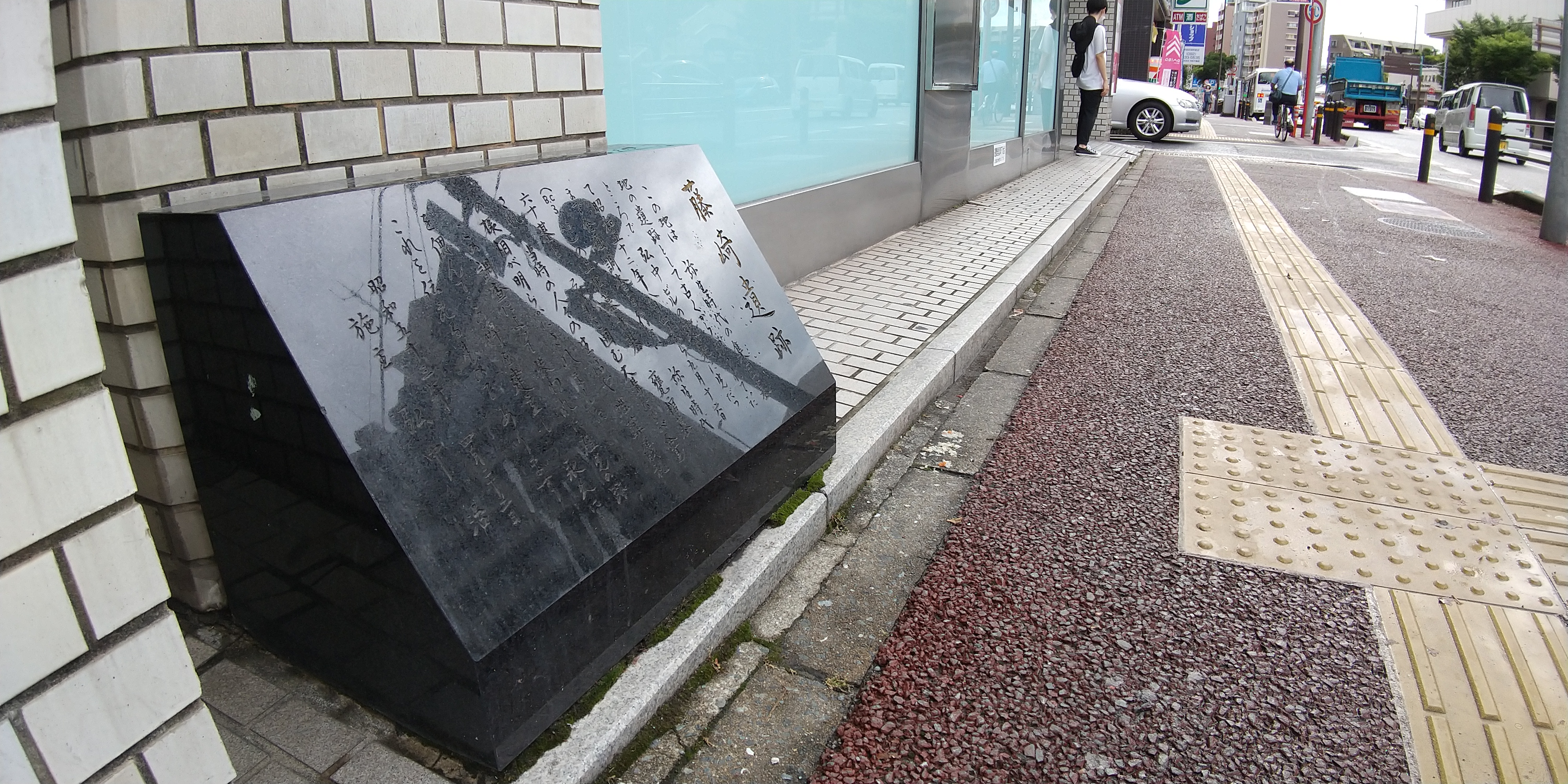
藤崎遺跡（高取、百道及び藤崎にまたがる範囲、石碑は高取二丁目17番37号）
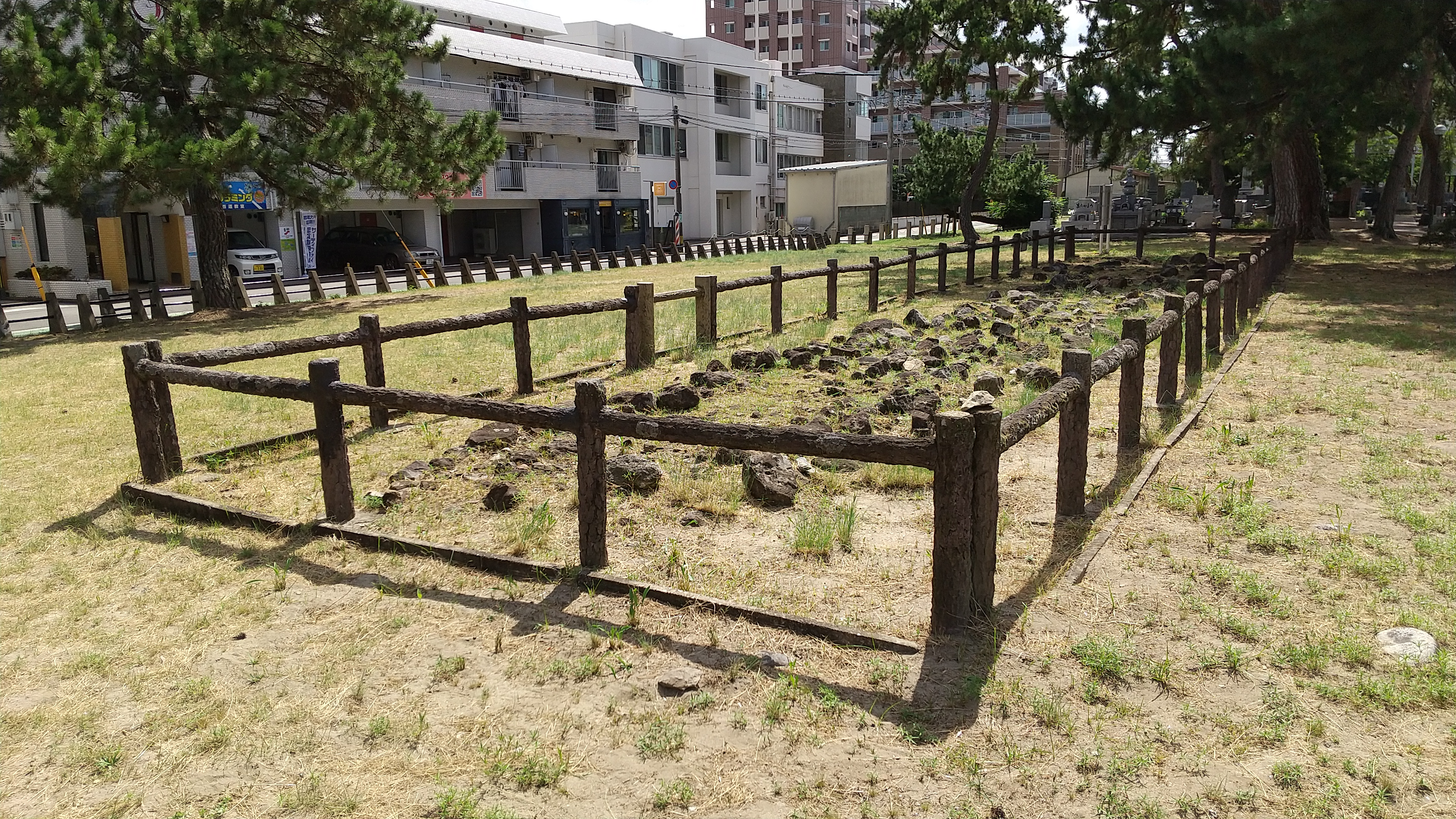
元寇防塁（百道地区）
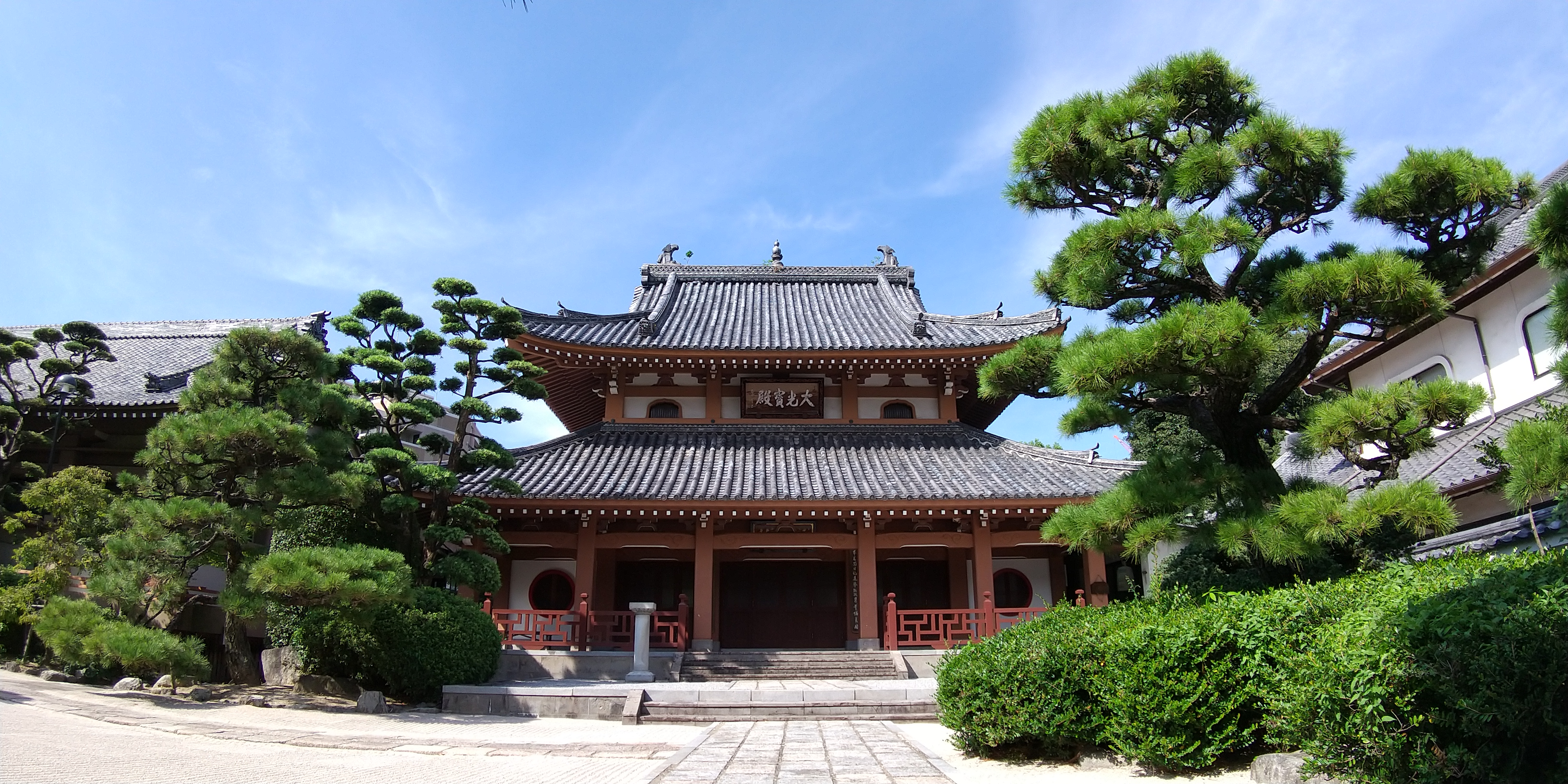
千眼寺